# Alizé Cornet
Alizé Cornet (Nizza, 22 gennaio 1990) è un'ex tennista francese.
In carriera si è aggiudicata in tutto 6 tornei WTA in singolare e 3 in doppio, spingendosi fino alla posizione nº11 in classifica mondiale nel febbraio 2009. Nei tornei del Grande Slam vanta il record in Era Open di partecipazioni consecutive (69) e ha raggiunto i quarti di finale agli Australian Open 2022.
Nel doppio misto ha raggiunto invece due quarti di finale, agli Australian Open 2009 e al Roland Garros 2014.
Può inoltre vantare la vittoria in Fed Cup con la Francia nel 2019 e della Hopman Cup nel 2014.
Il 2 giugno 2024 si ritira temporaneamente dalle competizioni. Rientra il 24 marzo 2025 per giocare un'ultima volta sull'erba, ritirandosi definitivamente a Wimbledon.

## Carriera tennistica

### Esordi
Inizia a giocare a tennis all'età di quattro anni. Debutta nel circuito ITF nel 2004, partecipando all'ITF di Amiens nel quale giunge sino ai quarti. Nello stesso anno partecipa alle qualificazioni di diversi altri tornei ITF francesi, fallendo sempre l'obiettivo qualificazione. Entra invece, grazie a una wild card, nel main draw dell'ITF di St. Raphael, in cui perde al primo turno dalla Razzano, mentre nell'ITF di Le Havre giunge sino ai quarti.
Nel 2005 partecipa all'ITF di Cagnes-Sur-Mer in cui batte la prima top 100 della sua carriera, la n. 60 Maria Elena Camerin, perdendo poi al turno successivo dalla Vierin. Fa il suo esordio in uno Slam tramite wild card al Roland Garros, dove al primo turno ottiene la sua prima vittoria in assoluto in un torneo WTA superando Alina Židkova, n. 71 del mondo. Il secondo turno è proibitivo contro la n.3 del ranking, Amélie Mauresmo che le infligge un perentorio 6–0, 6–2. Partecipa anche nel doppio misto in coppia con Gael Monfils, ma perde subito al primo turno.
Cornet poi ritorna a partecipare a tornei del circuito ITF centrando i quarti a Torun e in genere ottenendo modesti risultati.

### 2006
Alizé debutta all'Australian Open grazie a una wild card, ma viene fermata subito dal n. 59 del ranking, Aiko Nakamura. Partecipa anche nel doppio misto con Gael Monfils raggiungendo il secondo turno. Ritorna nel circuito ITF riportando 2 secondi turni e soprattutto aggiudicandosi il torneo di Bari nel quale supera in finale la n.77 del ranking WTA, Tathiana Garbin. In seguito ottiene i quarti all'ITF di Catania e le semifinali all'ITF di Caserta. Riceve un'altra wild card per il Roland Garros nel quale batte al primo turno Virginia Ruano Pascual, n.77 del ranking, per poi perdere in due set da Garbin. Anche quest'anno partecipa nel doppio misto, in coppia con Jeremy Chardy, perdendo però subito al primo turno, e nel doppio femminile con Virginie Pichet si ferma al primo turno. Vince poi il torneo ITF di Padova superando Garcia Sokol in finale, mentre giunge in finale all'ITF Roma-Tevere Remo, perdendo contro Nagy. Chiude l'anno con la finale in doppio al torno ITF di Saint Raphael.

### 2007
Supera le qualificazioni dell'Australian Open e affronta al primo turno Daniela Hantuchová che la sconfigge in due set. Riceve una wild card per l'indoor di Parigi, in cui perde all'esordio da Golovin. Si qualifica nei tornei di Bogotà, in cui giunge al secondo turno, e di Acapulco in cui giunge ai quarti dopo aver battuto la n. 35 Séverine Brémond, per poi perdere contro la n.42 Flavia Pennetta. Partecipa all'ITF di Latina giungendo in semifinale, poi ai quarti all'ITF di Cagnes-Sur-Mer. Nel Tier IV di Fes raggiunge i quarti, mentre al primo turno del Roland Garros perde contro Venus Williams. Nello stesso torneo partecipa nel doppio misto con Jonathan Eysseric, ma perde al secondo turno e nel doppio perde subito al primo turno.
Partecipa alle qualificazioni del Torneo di Wimbledon superandole, così come s'impone al primo turno contro la n.42 Marija Kirilenko uscendo poi sconfitta al secondo contro Ai Sugiyama. Negli ITF centra i quarti a Biella, vince quello di Dnepropetrovsk battendo in finale Stefanie Vögele, poi arriva in semifinale a Rimini. Si qualifica per il main draw dello US Open nei quali supera al primo turno Samantha Stosur, n.35 del ranking, poi Caroline Wozniacki, per arrendersi al terzo turno a Jelena Janković. Perde in seguito la finale dell'ITF di Bordeaux contro la Cvetana Pironkova.

### 2008: primo torneo WTA

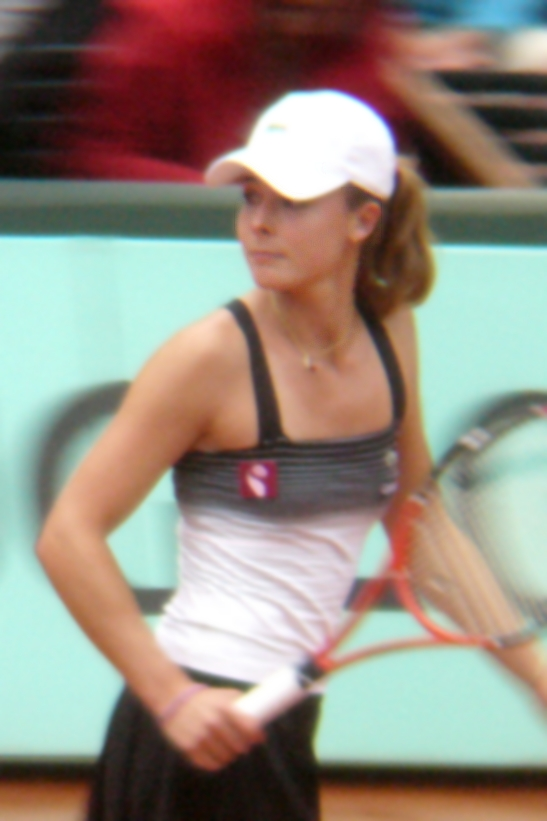
Alizè Cornet al Roland Garros 2008.

Il 2008 di Cornet inizia con il secondo turno raggiunto agli Australian Open in singolare, dove perde contro Daniela Hantuchova, mentre in doppio si ferma al primo turno. In seguito raggiunge la finale ad Acapulco persa contro Pennetta per 0–6, 6–4, 1–6. Altri risultati di rilievo sono le semifinali ad Amelia Island e Charleston, perdendo contro Dominika Cibulková e Serena Williams. Raggiunge la finale al torneo di Roma, partendo dalle qualificazioni ed eliminando nell'ordine Vera Duševina, Schiavone, Svetlana Kuznecova, Serena Williams (per forfait) e Anna Čakvetadze. Perde in finale da Janković con un doppio 2–6. Arriva al terzo turno al Roland Garros, dove partecipa anche nel doppio misto con Marcelo Melo e si ferma al secondo turno. Nel doppio femminile invece raggiunge il secondo turno con Timea Bacsinszky. In seguito esce al primo turno a Wimbledon. Anche quest'anno partecipa nel doppio e doppio misto, fermandosi in entrambi i casi al primo turno. Vince il torneo WTA di Budapest, senza concedere set sia in singolare che in doppio. Alle Olimpiadi di Pechino si ferma al terzo turno. Arriva in semifinale a New Haven, ma viene battuta da Wozniacki, e al terzo turno allo US Open da Anna-Lena Grönefeld. Qui partecipa anche nel doppio con Bacsinszky. Chiude l'anno nelle prime venti.

### 2009: ottavi di finale agli Australian Open ebest ranking

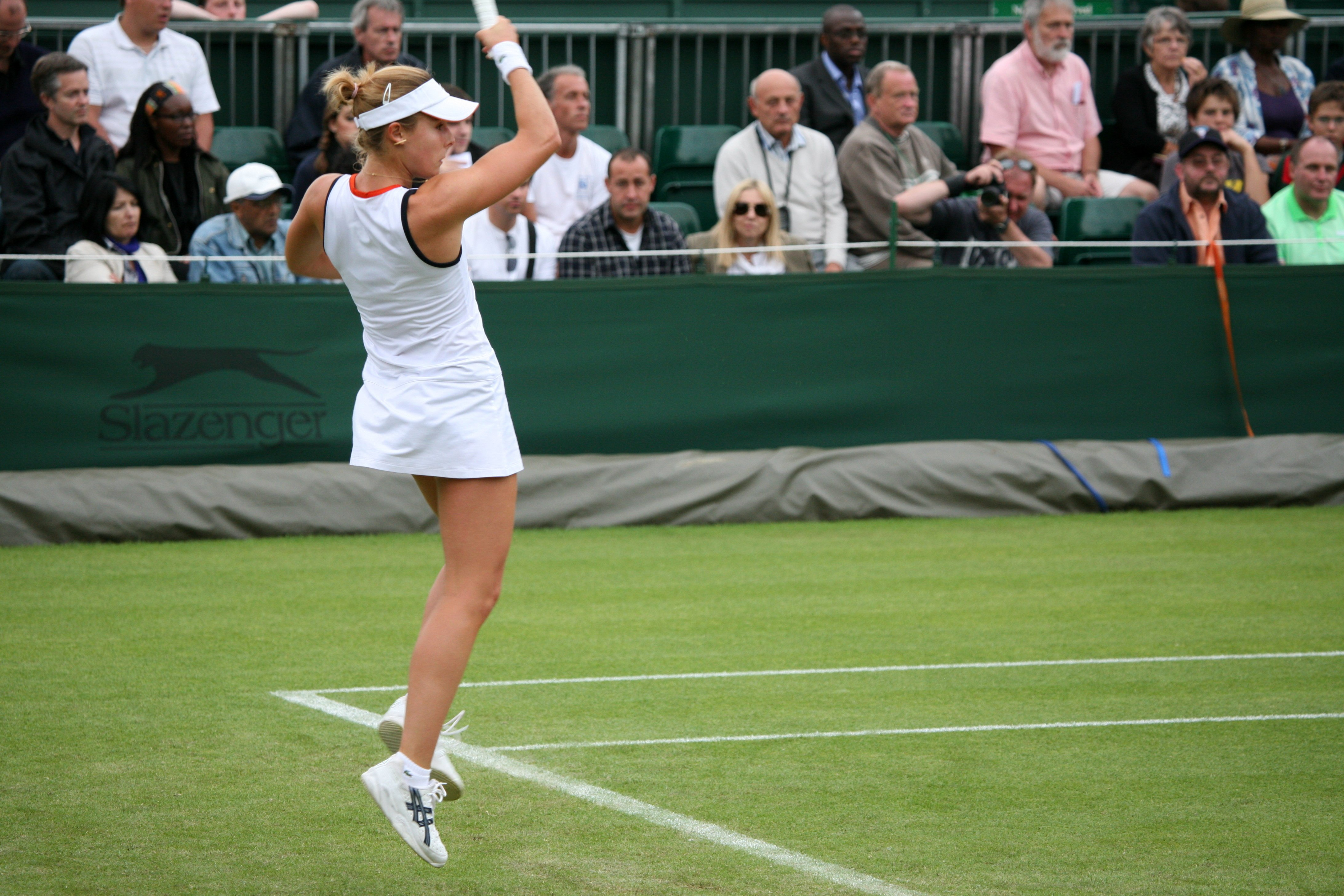
Alizè Cornet a Wimbledon 2009.

L'inizio dell'anno è molto positivo, raggiunge i quarti a Sydney e gli ottavi a Melbourne (dove venne criticata per il suo outlook) perdendo entrambe le volte da Dinara Safina. Nel doppio si ferma al secondo turno in coppia con Camille Pin, mentre nel doppio misto si spinge fino ai quarti con Marcelo Melo. Arriva ai quarti a Parigi e agli ottavi a Dubai, perdendo da Janković e Venus Williams. Ottiene il nº 11 del mondo, suo best ranking assoluto. Il resto dell'anno è molto deludente, non confermando i risultati della stagione passata. Al Roland Garros in singolare si ferma al secondo turno, mentre in doppio al primo turno con Stephanie Cohen-Aloro. A Wimbledon raggiunge due primi turni si in singolare che in doppio. In seguito raggiunge come miglior risultato le semifinali a Bad Gastein, sconfitta da Ioana Raluca Olaru. Agli US Open raggiunge il secondo turno in singolare e il primo nel doppio e nel doppio misto. Chiude l'anno fuori dalle 40 migliori giocatrici del mondo.

### 2010
Nel 2010 ottiene risultati simili all'anno precedente raggiungendo i quarti ad Auckland. Agli Australian Open partecipa in doppio e in singolare, ma non va oltre il primo turno. Ad Acapulco raggiunge i quarti in doppio con Sorana Cirstea. In singolare poi raggiunge i quarti a Monterrey. A fine aprile partecipa al torneo di Fes e raggiunge la semifinale in singolare e nel doppio. A metà maggio vince il secondo torneo WTA in doppio a Strasburgo in coppia con Vania King. Al Roland Garros non va oltre il primo turno in singolare, mentre raggiunge il secondo turno in doppio. Ai primi di giugno partecipa al torneo ITF di Marsiglia e in doppio raggiunge la semifinale. A Wimbledon partecipa solo in singolare e si ferma al primo turno. Al torneo WTA di Budapest raggiunge i quarti e poi al torneo WTA di Bad Gastein raggiunge la semifinale. A fine agosto raggiunge la semifinale al torneo ITF del Bronx nel doppio con Julie Coin. Agli US Open si ferma al primo turno sia in singolare che in doppio. A settembre raggiunge la semifinale al torneo ITF di Sofia e poi ottiene la finale al torneo ITF di Saint-Malo, perdendo contro Romina Oprandi per 2–6, 6–2, 2–6.

### 2011
L'anno inizia con la semifinale nel doppio al torneo di Auckland in coppia con Edina Gallovits-Hall. In seguito raggiunge il terzo turno a Melbourne sconfitta da Kim Clijsters. Al torneo di Parigi raggiunge ancora la semifinale in doppio in coppia con Virginie Razzano. Si qualifica ad Indian Wellse arriva al terzo turno fermata da Schiavone. Nei mesi successivi non ottiene nessun risultato di rilievo. Al Roland Garros si ferma al secondo turno in singolare, mentre in doppio e doppio misto perde subito al primo turno. A Wimbledon non va oltre il primo turno in singolare perdendo contro Kateryna Bondarenko e anche in doppio, con Aravane Rezai, perde al primo turno. Ad inizio luglio raggiunge i quarti al torneo ITF di Cuneo. A fine agosto perde in finale in doppio nel torneo WTA di Dallas in coppia con Pauline Parmentier. Agli US Open raggiunge il secondo turno, perdendo contro Roberta Vinci. Si separa dal suo allenatore storico, Pierre Bouteyre, che l'aveva seguita per tutta la sua crescita negli ultimi 10 anni e con cui aveva raggiunto il suo migliore piazzamento in classifica. in favore di Georges Goven. A metà settembre raggiunge poi i quarti al torneo ITF di Sofia. Si qualifica per il torneo WTA di Mosca, ma viene eliminata all'esordio da Svetlana Kuznecova. A fine ottobre vince il primo titolo ITF nel doppio al torneo di Poitiers in coppia con Razzano. In chiusura d'anno raggiunge le semifinali al torneo ITF di Nantes battuta da Riske.

### 2012: secondo torneo WTA
L'anno inizia con i quarti di finale in doppio al torneo di Auckland in coppia con Monica Niculescu. Nello slam australiano perde sia in singolare che in doppio al primo turno. Ad inizio marzo si ferma in semifinale al torneo di Acapulco in doppio con Begu. In seguito raggiunge la finale nell'ITF di Nassau, battuta da Aleksandra Wozniak per 6–4, 7–5. Dopo i quarti al torneo ITF di Osprey, raggiunge i quarti nel WTA di Copenaghen battuta nettamente dalla Wozniacki per 6–0, 6–3. Nello stesso torneo raggiunge la semifinale in doppio. Si qualifica nel WTA di Stoccarda, ma viene sconfitta al secondo turno dalla Šarapova. Raggiunge le semifinali all'ITF di Praga, ma viene battuta da Lucie Šafářová. In doppio invece vince il torneo in coppia con Razzano. Grazie ad una wild card, gioca il WTA di Strasburgo arrivando in finale, dove viene sconfitta dall'italiana Schiavone con un doppio 6–4. Al Roland Garros non va oltre il primo turno sia in doppio che in singolare. In Austria, al Gastein Ladies, entra come testa di serie nº7, e approda in finale, dopo aver battuto la testa di serie nº3 Ksenija Pervak in due set, e vince il torneo battendo la belga Yanina Wickmayer per 7–5, 7–6(1). A Wimbledon in singolare si ferma al secondo turno, mentre in doppio perde subito al primo turno. A metà luglio partecipa al torneo ITF di Bucarest, dove si ferma in semifinale in singolare, mentre in doppio vince il torneo in coppia con Begu. Alle Olimpiadi di Londra raggiunge il secondo turno in singolare, mentre in doppio perde subito al primo turno in coppia con Kristina Mladenovic. Agli US Open batte al primo turno Nicole Gibbs, ma poi perde contro Petra Kvitova; in doppio perde subito al primo turno. In chiusura d'anno raggiunge i quarti al torneo WTA di Guangzhou.

### 2013: terzo torneo WTA

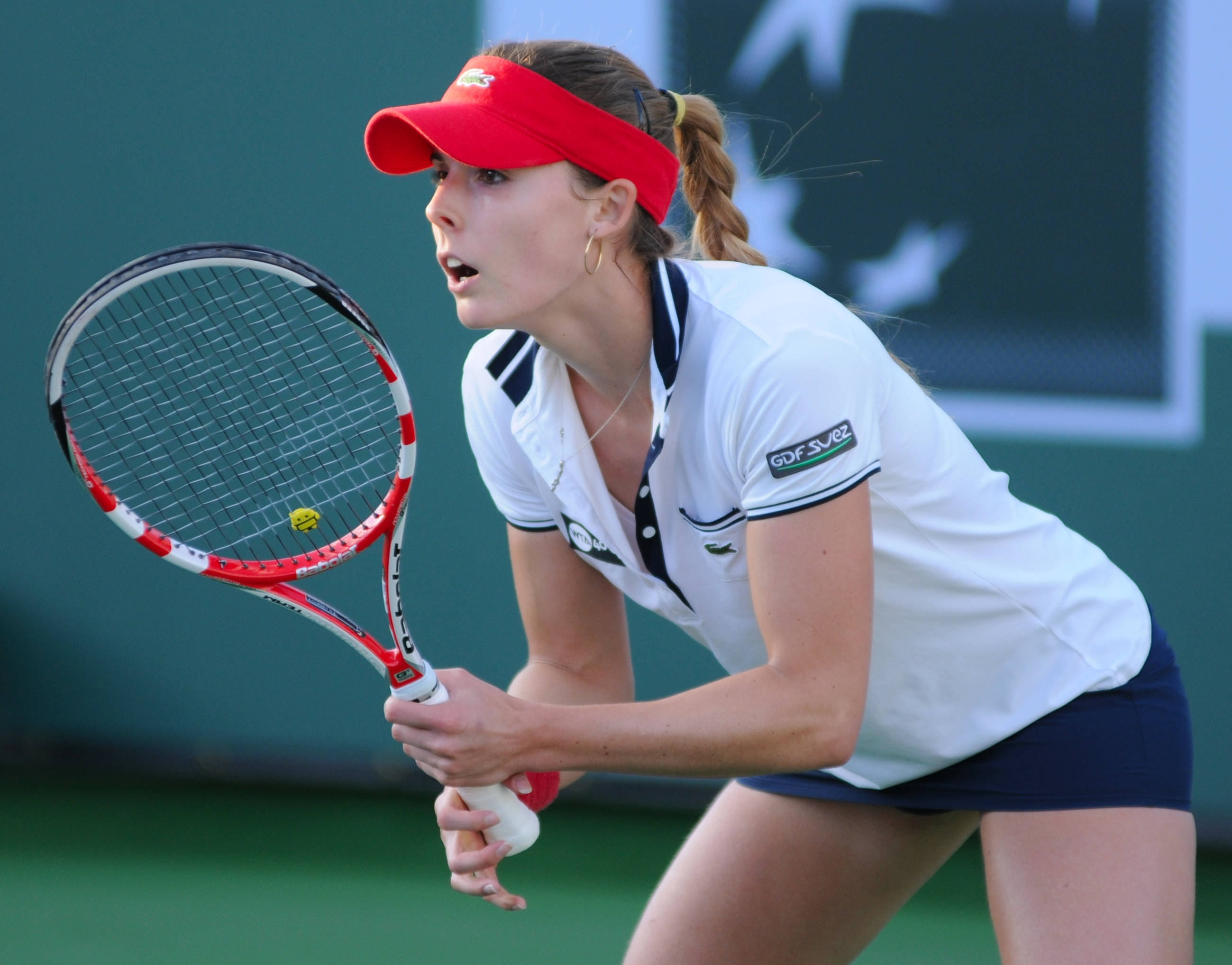
Alizé ad Indian Wells nel 2013

La francese raccoglie pochissimo nei primi cinque tornei da lei giocati nel 2013, tra cui gli Australian Open: quattro secondi turni e un'eliminazione all'esordio a Hobart. A fine febbraio raggiunge le semifinali ad Acapulco dove però cede nettamente nei confronti di Errani, futura vincitrice del torneo. Dopo un secondo turno a Indian Wells, arriva una sconfitta sul filo di lana al quarto turno a Miami per opera di Roberta Vinci. A Marrakech deve lasciare strada nei quarti alla futura campionessa del titolo marocchino Schiavone. Agli Internazionali BNL d'Italia perde al primo turno dalla wild card Nastassja Burnett, ma la tennista nizzarda ha modo di rifarsi conquistando la settimana successiva il titolo al torneo di Strasburgo battendo in finale Lucie Hradecká per 7–6(4), 6–0. Al Roland Garros batte ai sedicesimi la numero 3 del mondo Azarenka. Al torneo di Wimbledon raggiunge il terzo turno perdendo contro Pennetta. Nel doppio raggiunge il secondo turno, mentre nel doppio misto si ferma al terzo turno in coppia con Eric Butorac. A fine luglio raggiunge la semifinale al torneo di Washington, dove perde contro Andrea Petkovic. Agli US Open 2013 raggiunge il terzo turno in singolare, mentre in doppio e in doppio misto perde al secondo turno. Alla fine dell'anno partecipa al WTA Tournament of Champions a Sofia dove colleziona una vittoria e due sconfitte.

### 2014: quarto torneo WTA

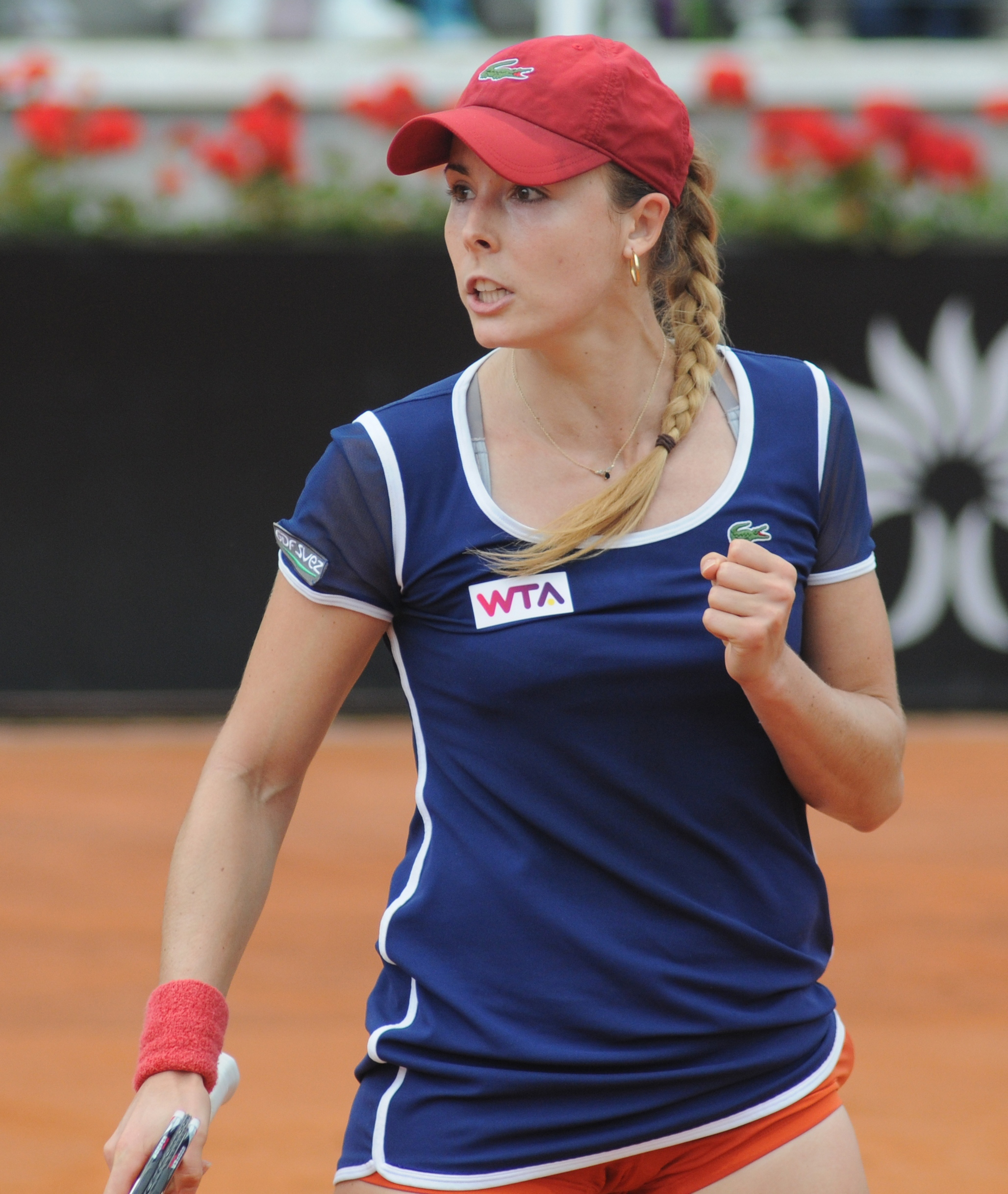
Alizé Cornet nel 2014

L'anno inizia con la vittoria alla Hopman Cup in coppia con Jo-Wilfried Tsonga contro i polacchi Agnieszka Radwanska e Grzegorz Panfil. Al torneo di Sydney poi viene sconfitta dalla tennista statunitense Christina McHale al primo turno. Agli Australian Open invece usufruisce del ritiro di Hercog al primo turno, batte Camila Giorgi al secondo, ma al terzo turno viene sconfitta da Sharapova in due set. Nel doppio si ferma al terzo turno in coppia con Caroline Garcia. Nel torneo di Parigi arriva fino alla semifinale battuta da Errani. Delude a Doha dove viene subito eliminata dalla svizzera Voegele. A Dubai riesce ad arrivare fino alla finale eliminata da Venus Williams, battendo in successione Simona Halep (per ritiro della rumena), Kirsten Flipkens, Carla Suarez-Navarro e Serena Williams. Ad Indian Wells si arrende al quarto turno da Agnieszka Radwańska, mentre a Miami si ferma al terzo turno per mano della sorprendente Dominika Cibulková. Nel torneo di Katowice raggiunge la seconda finale stagionale battendo in sequenza Dolonc, Kučová, Koukalová e Agnieszka Radwańska, e in finale sconfigge Giorgi conquistando il quarto titolo in carriera. A Madrid si ferma al primo turno perdendo da Svetlana Kuznecova. A Roma è Ana Ivanović a sconfiggerla al secondo turno in due set. Si presenta al torneo di Strasburgo, ma non riesce a difendere il titolo vinto lo scorso anno, perdendo da Giorgi.
Al Roland Garros si fa sorprendere da Townsend al secondo turno. Nel doppio perde subito al primo turno in coppia con Garcia, mentre nel doppio misto raggiunge i quarti con Jonathan Eysseric. Al torneo di Eastbourne viene sconfitta da Angelique Kerber al secondo turno dopo aver sprecato un match point. A Wimbledon sorprende tutti battendo al terzo turno Serena Williams con il punteggio di 1–6, 6–3, 6–4 accedendo per la prima volta in carriera al quarto turno nel torneo londinese. In seguito perde contro Eugenie Bouchard. Nel doppio invece si ferma al secondo turno. Agli US Open elimina al primo turno la connazionale e wild card Amandine Hesse, al secondo turno vince su Hantuchová e si ferma al terzo turno contro Lucie Šafářová. Qui nel doppio, con Kirsten Flipkens, si arrende subito al primo turno. A Guangzhou parte come seconda testa di serie e raggiunge la finale battendo nell'ordine: Julija Putinceva, Shahar Peer, Hsieh Su-wei e Bacsinszky. In finale perde a sorpresa contro la rumena Niculescu per 4–6, 0–6. Anche nel doppio arriva in finale, in coppia con Magda Linette, ma perde contro Chuang Chia-Jung e Liang Chen. Chiude l'anno con i quarti di finale al torneo di Wuhan. Al WTA Tournament of Champions vince contro Ekaterina Makarova, ma perde contro Pennetta e Garbine Muguruza.

### 2015: ottavi di finale al Roland Garros e uscita dalla Top 40
La francese inizia l'anno partecipando alla Hopman Cup, in coppia con Benoit Paire. I due si fermano al round robin. Partecipa poi al torneo di Sydney, dove si ferma al primo turno battuta da Agnieszka Radwanska. Agli Australian Open parte come diciannovesima testa si serie e batte al primo turno Zhang Shuai. Al secondo elimina la qualificata Denisa Allertová. Al terzo turno perde contro la finalista dell'anno precedente, la slovacca Dominika Cibulkova. Nel doppio, in coppia con Pauline Parmentier, perde al primo turno. Cornet prende poi parte al torneo di Anversa e al primo turno porta a casa un'ostica partita contro la svizzera Belinda Bencic. La sua corsa si arresta però ai quarti, quando viene battuta dalla Záhlavová-Strýcová. A Dubai difende la finale dello scorso anno ed al primo turno batte la belga Flipkens mentre al secondo elimina la turca Çağla Büyükakçay. Tuttavia la sua corsa si ferma al terzo turno, dove perde contro la danese e testa di serie numero 3 Wozniacki. A Doha viene battuta all'esordio. Sia ad Indian Wells che a Miami non va oltre il secondo turno, sconfitta rispettivamente da Lesja Curenko e da Suárez Navarro. A Katowice difende il titolo conquistato l'anno precedente ed al primo turno batte Kiki Bertens mentre al secondo ha più problemi contro Hercog. Viene superata ai quarti di finale Anna Karolína Schmiedlová. Sempre a Katowice raggiunge la semifinale in doppio con Magda Linette.
A Praga viene fermata al secondo turno da Denisa Allertová mentre a Madrid compie una sorpresa al primo turno, superando la numero 3 del mondo Simona Halep per 7–6(6), 6–3, ottenendo la prima vittoria dell'anno contro una top five. Al turno successivo viene tuttavia piegata da Vinci. A Roma perde al primo turno contro la Kerber e a Strasburbo batte Qiang Wang in due set, prima di essere sconfitta da Elena Vesnina. Si presenta poi al Roland Garros e nei primi due turni si prende la rivincita su due giocatrici che l'avevano precedentemente battuta, ovvero Vinci e Dulgheru. Al terzo turno elimina Mirjana Lučić-Baroni, prima di cedere al quarto turno da Elina Svitolina. Nel doppio partecipa con Linette e si ferma al secondo turno. 

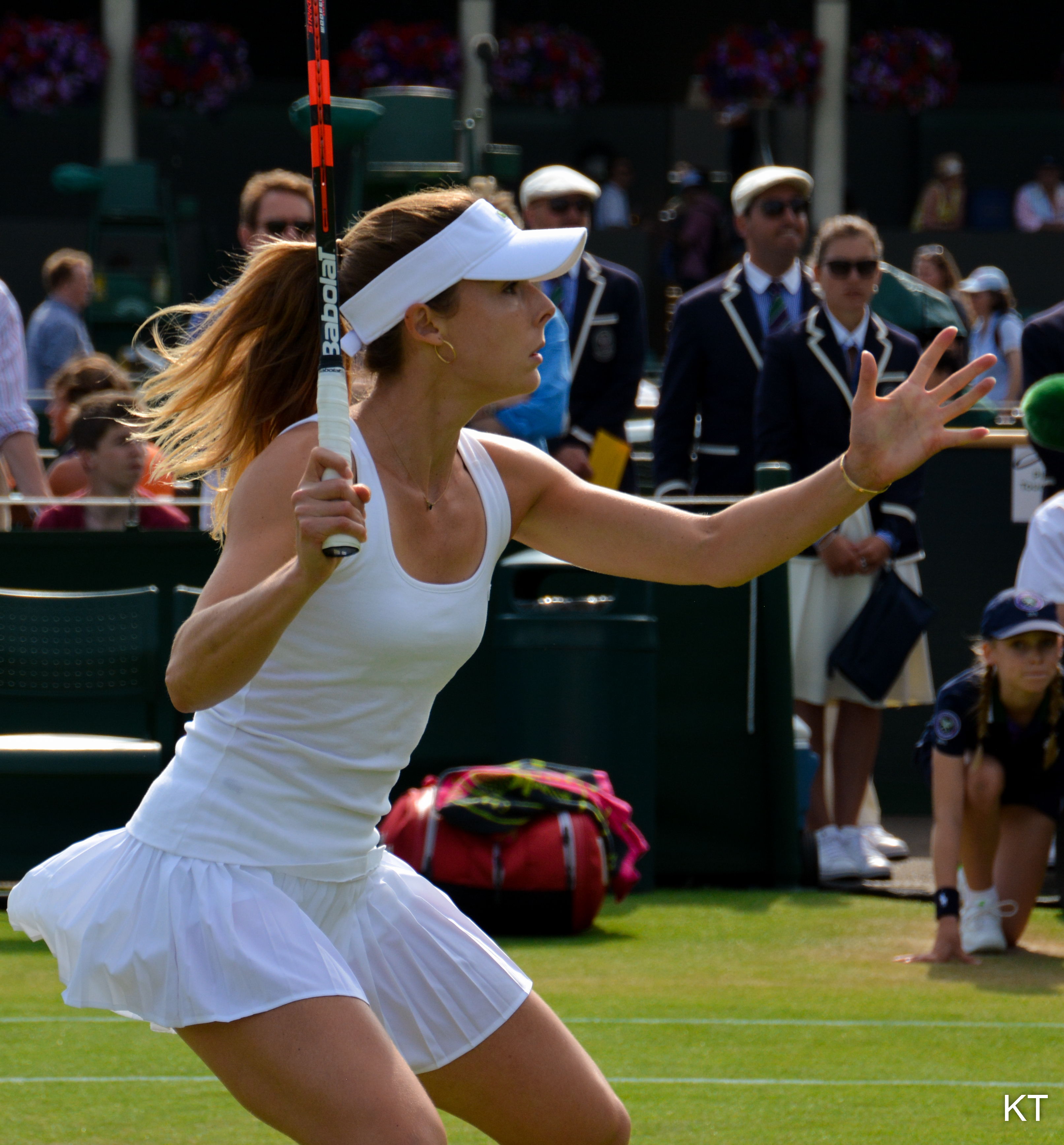
Alizé a Wimbledon nel 2015

Nella stagione sull'erba ottiene una sola vittoria, dopo le sconfitte a Birmingham ed Eastbourne al primo turno. Questa vittoria la centra a Wimbledon, quando vince su Ana Konjuh prima di essere superata dalla Havarcova. Nel doppio perde subito al primo turno in coppia con Aleksandra Krunic, mentre nel doppio misto, con Edouard Roger-Vasselin, perde al secondo turno. Dopo Wimbledon fa tappa a Istanbul. Esordisce bene contro Wickmayer per poi venir eliminata da Flipkens. A Washington perde al secondo turno contro Louisa Chirico. Alla Rogers Cup raggiunge brillantemente il terzo turno, sconfiggendo Suárez Navarro e Cibulková, per poi essere battuta da Agnieszka Radwańska. A Cincinnati esce all'esordio contro Begu mentre a New Haven viene nuovamente sconfitta dal Radwańska al secondo turno. Agli US Open perde al primo turno sia in singolare che in doppio. Dopo aver collezionato due primi turni consecutivi a Wuhan e a Beijing, ad Hong Kong centra i quarti di finale, perdendo solo da Venus Williams con un doppio 1–6. Nel doppio vince il torneo in coppia con Yaroslava Shvedova. Conclude la sua stagione a Mosca, dove viene battuta all'esordio da Dar'ja Gavrilova in tre set.
A livello di ranking, conclude l'annata alla posizione numero 43, peggiorando di 23 posizioni rispetto al 2014.

### 2016: quinto torneo WTA costanza nella Top 50

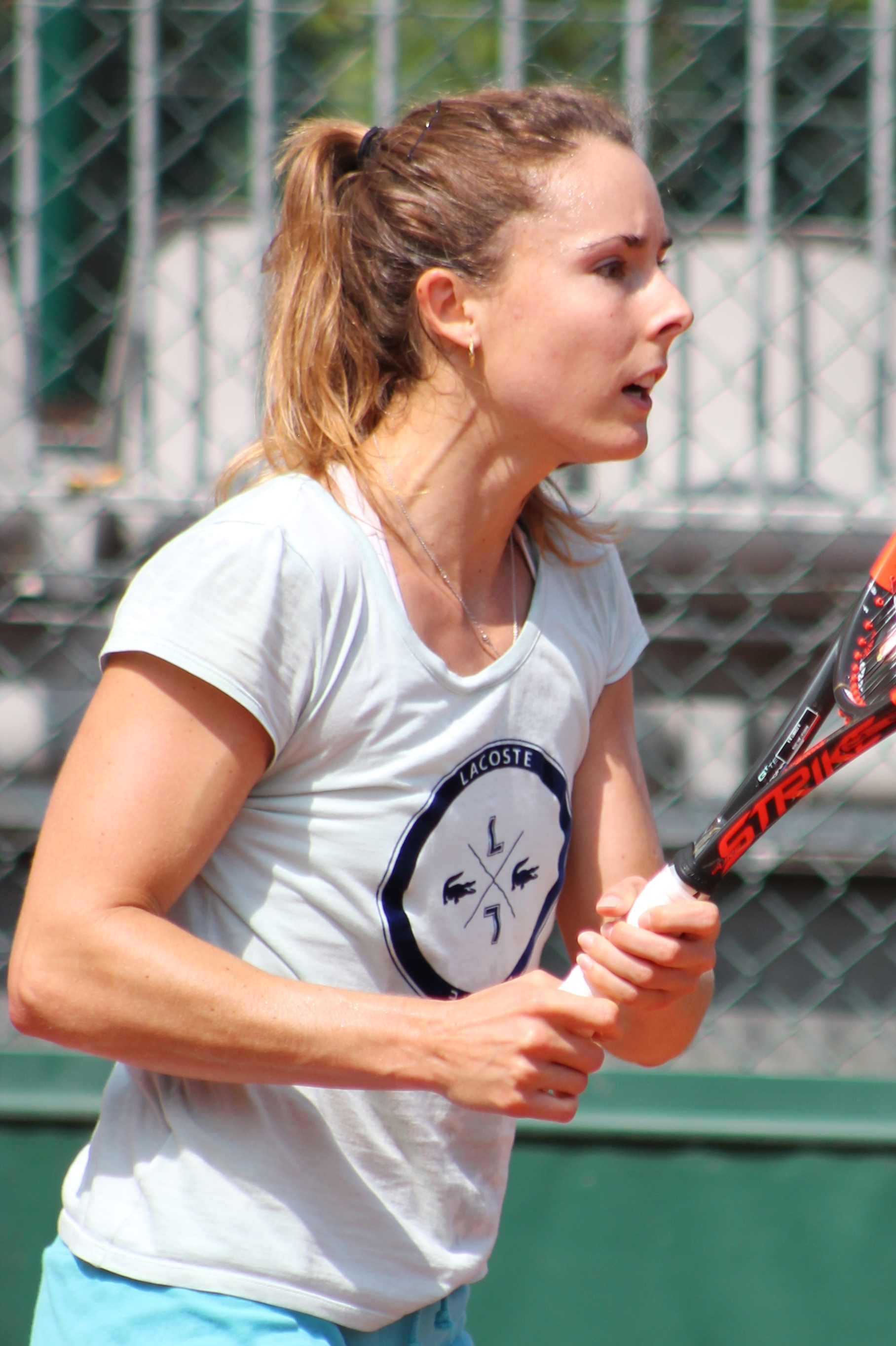
Alizé in allenamento durante l'US Open 2016

Comincia la nuova stagione al Brisbane International. Al primo turno batte la connazionale Mladenovic, ma al secondo viene sconfitta da Anastasija Pavljučenkova. Dopodiché fa tappa a Hobart. Al primo turno estromette Allertová, al secondo elimina la Cepede Royg approdando ai quarti, dove passa senza giocare grazie al ritiro di Barthel. In semifinale trova Johanna Larsson. Arriva così alla 10ª finale WTA della carriera, contro Eugenie Bouchard. La finale si conclude in poco più di un'ora, con il trionfo della francese, che la spunta in due agevoli set (6–1, 6–2). Agli Australian Open batte nettamente Bojana Jovanovski, prima di perdere da Shuai Zhang. Nel doppio in coppia con Linette perde al secondo turno. Non partecipa agli Indians Wells; mentre a Miami viene eliminata nel secondo turno dalla terza testa di serie, Radwańska, che le lascia solamente un game. A Katowice estromette Isabella Šinikova con qualche difficoltà, venendo poi sconfitta da Schiavone. Non ottiene risultati di grande rilievo anche nei seguenti tornei: a Stoccarda e Praga non va oltre al primo turno venendo superata da Julia Görges e da Kateřina Siniaková; a Madrid supera Paula Badosa Gibert per poi essere estromessa dalla testa di serie numero 4, Azaranka; a Roma viene eliminata da Misaki Doi; mentre a Strasburgo viene superata in rimonta da Alla Kudrjavceva. Nell'Open di Francia viene estromessa nel terzo turno da Venus Williams, testa di serie numero 9. Nel doppio raggiunge il secondo turno ed il medesimo risultato lo ottiene nel doppio misto con Jonathan Eysseric. A Eastbourne non va oltre il primo turno venendo eliminata da Wozniacki. Prende parte a Wimbledon, dove raggiunge il terzo turno venendo fermata da Madison Keys, testa di serie numero 9, e nel doppio con Xenia Knoll si ferma al secondo turno. Ottiene scarsi risultati a Stanford e a Montréal non superando il secondo turno.

Rappresenta la Francia nell'Olimpiade di Rio senza ottenere grandi soddisfazioni. Nel primo turno elimina al terzo set Johanna Larsson, per poi venire sconfitta dalla nº 1 del mondo, Serena Williams. 

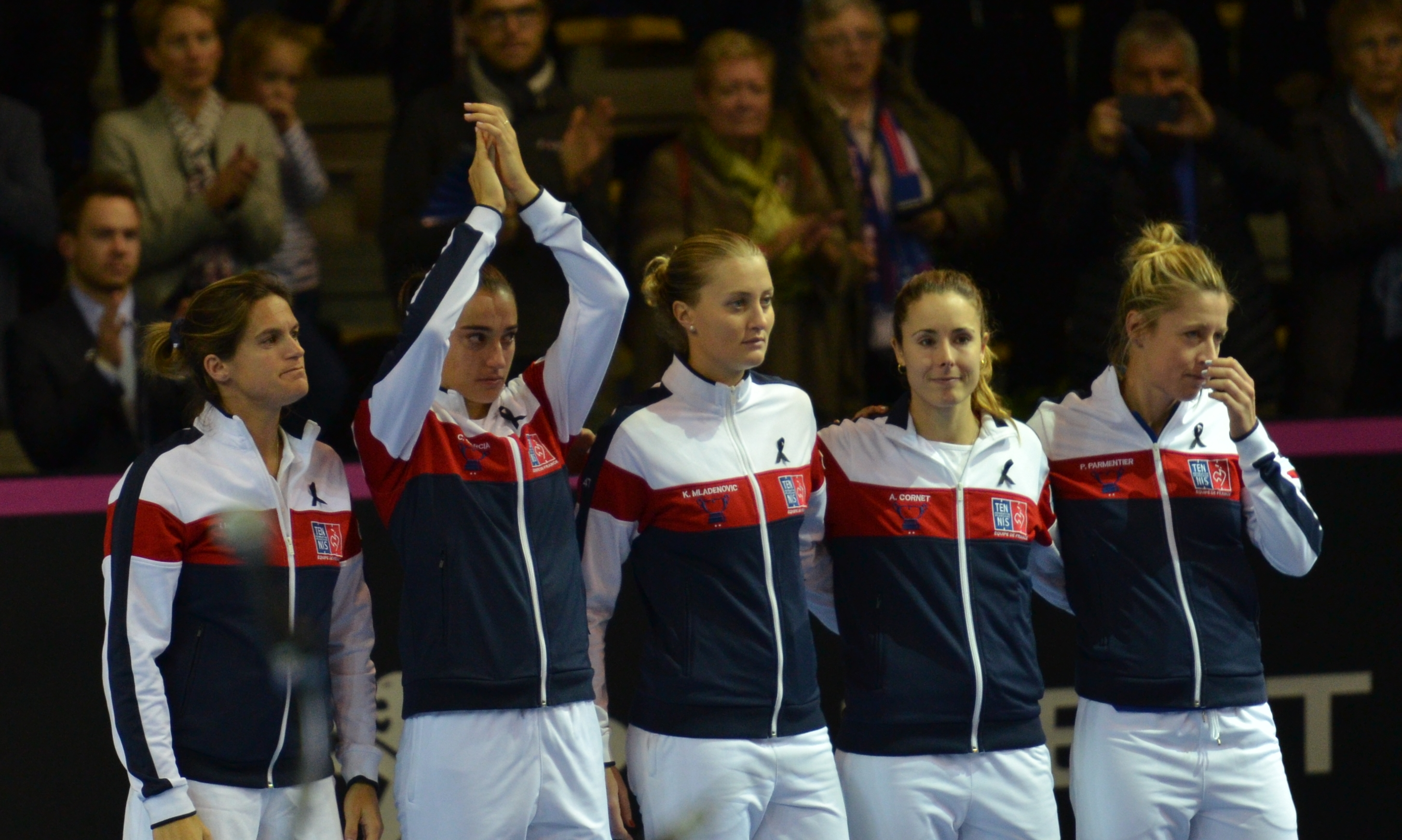
La nazionale francese in Fed Cup. Giocatrici da sinistra: Amélie Mauresmo, capitano della squadra; Caroline Garcia, Kristina Mladenovic, Alizé e Pauline Parmentier.

Gioca le qualificazioni a Cincinnati riuscendo a superarle. Tuttavia, nel match contro la testa di serie numero 9, Suárez Navarro, è costretta al ritiro sul punteggio di 2–6, 0–1 in favore della spagnola. Agli US Open non riesce a sconfiggere Mirjana Lučić-Baroni nel primo turno e nel doppio non supera il primo turno con Pauline Parmentier. Nel torneo di Wuhan supera le qualificazioni, ma viene sconfitta al primo turno da Cibulková. Nel territorio cinese raggiunge un terzo turno e un quarto di finale rispettivamente a Pechino e Hong Kong venendo sconfitta da Jaroslava Švedova e Janković. A Mosca non va oltre il secondo turno venendo sconfitta da Svetlana Kuznecova, testa di serie numero 1. In chiusura d'anno raggiunge la semifinale al torneo WTA 125 di Limoges. Durante l'anno raggiunge la 33ª posizione, mentre chiude la stagione alla posizione nº 46 del ranking peggiorando di tre posti quella dell'anno precedente.

#### Finale Fed Cup
La Francia, trascinata da Garcia, facente parte del Gruppo Mondiale, riesce ad arrivare in finale. Nel suo cammino sconfigge avversarie come l'Italia per 4-1 e i Paesi Bassi per 3-2. Nonostante il trionfo sembrava sorridere alla Francia vengono sconfitte dalla Repubblica Ceca per 2-3, la quale raggiunge il suo decimo titolo. Per la Francia si tratta della terza sconfitta in finale.

### 2017: undicesima finale WTA, ottavi di finale al Roland Garros e ritorno in Top 40

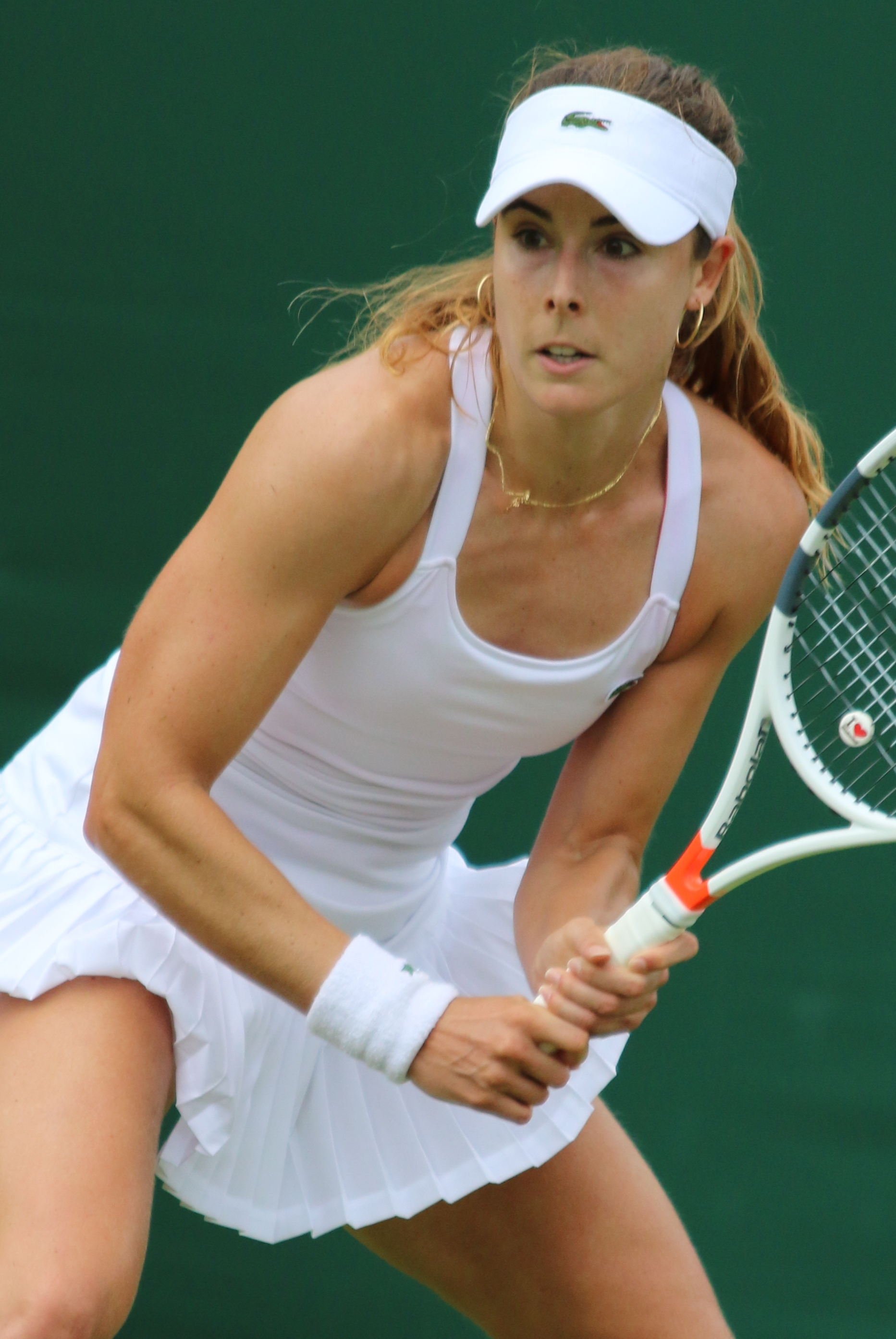
Alizé a Wimbledon 2017

Prende parte al torneo di Brisbane dove raggiunge la finale, dopo un anno e tre anni dopo l'ultima finale persa. Durante il torneo supera Vesnina, McHale, Cibulková, testa di serie numero 2, Muguruza, testa di serie numero 4, per 4–1 a causa del ritiro della spagnola. In finale viene sconfitta nettamente da Karolína Plíšková, testa di serie numero 3, con un risultato di 6–0, 6–3.
Non disputa il torneo di Hobart vinto l'anno scorso. All'Australian Open estromette Myrtille Georges al terzo set, per poi perdere contro Maria Sakkarī. Nel doppio si ferma subito al primo turno in coppia con Magda Linette. A San Pietroburgo viene rimontata da Vesnina al secondo turno. Non partecipa ad Indians Wells, mentre a Miami viene sorpresa da Aljaksandra Sasnovič al primo turno. A Monterrey raggiunge i quarti di finale, dove viene sconfitta nettamente con un doppio 6–1 da Suárez Navarro. Non va oltre il primo turno a Rabat, Madrid e Strasburgo venendo eliminata da Riske, Bouchard e Peng Shuai. Negli Internazionali d'Italia estromette Errani, per poi venire sconfitta dalla futura vincitrice Svitolina, testa di serie numero 8.
Nello Slam di Parigi elimina Babos, Strýcová, Agnieszka Radwańska, testa di serie numero 9. Negli ottavi di finale viene fermata dalla connazionale Garcia. Nel doppio non va oltre il primo turno in coppia con la belga Mertens.
La stagione sull'erba non inizia nel migliore dei modi. Cornet viene sconfitta al primo turno da Naomi Broady a Birmingham; mentre a Eastbourne viene sconfitta per mano di Riske. A Wimbledon non fa meglio venendo eliminata in rimonta in tre set da Giorgi e anche nel doppio si ferma al primo turno con Xenia Knoll.
Inizia la stagione sul suolo americano continuando con i scarsi risultati. In singolare a Stanford viene estromessa da Catherine Bellis; a Toronto viene poi sconfitta da Anastasija Pavljučenkova; a Cincinnati si rifà su Bellis, ma viene sconfitta da Cibulková. In Connecticut estromette, senza lasciare un game, Julija Putinceva, per poi perdere nuovamente contro Cibulkova. Agli US Open supera Heather Watson, per poi venire surclassata da Petra Kvitová per 6–1, 6–2, mentre nel doppio raggiunge la finale con Alicja Rosolska. Interrompe la serie negativa raggiungendo i quarti di finale a Guangzhou e a Wuhan. Raggiunge il terzo turno a Pechino fermata da Garcia. Mentre raggiunge nuovamente i quarti di finale a Mosca estromessa da Natal'ja Vichljanceva. Nel torneo minore di Limoges viene eliminata al secondo turno da Anna Blinkova. A fine stagione si ferma alla 38ª posizione.

### 2018: sesto titolo WTA
Inizia l'anno arrivando ai quarti di finale a Brisbane dove viene fermata in tre set da Aljaksandra Sasnovič. Agli Australian Open sconfigge X. Wang e Julia Görges, testa di serie numero 12, ma viene sconfitta da Mertens. Nel doppio con Watson perde subito al primo turno. A San Pietroburgo viene fermata da Dar'ja Kasatkina. Non ottiene risultati di rilievo ottenendo al massimo il secondo turno nei tornei di Doha, Acapulco, Indians Wells e Miami. A Charleston raggiunge i quarti di finale sconfiggendo la testa di serie numero 1, Garcia, dove viene fermata da Kiki Bertens. A Lugano dopo un primo turno abbastanza facile, viene estromessa in rimonta in tre set da Voegele. Non supera le qualificazioni nel torneo di Stoccarda. Nel Masters di Madrid viene superata con un doppio 6–2 da Svitolina. Riceve inoltre notizie confortanti riguardo l'investigazione aperta nei suoi confronti per le tre successive mancate reperibilità per i test anti-doping aperta ad inizio anno, che viene chiusa con completa innocenza nei suoi confronti. Nell'Open di Francia rimonta in tre set Errani, mentre nel turno successivo viene rimontata lei stessa dalla connazionale Parmentier. A Birmingham, dopo quale difficoltà nel primo turno contro Ekaterina Makarova, viene superata da Svitolina, testa di serie numero 2. A Eastbourne e a Wimbledon non va oltre il primo turno. Nel doppio non va oltre il primo turno in coppia con Irina Maria Bara.
Il 22 luglio raggiunge la sua dodicesima finale WTA e sesto titolo in carriera a Gstaad. Nella corsa al titolo estromette fra le altre Samantha Stosur  e usufruisce del ritiro nel secondo set di Bouchard sul punteggio di 7–6(5),1–0. In finale supera Mandy Minella per 6–4, 7–6(6).
A Mosca viene sorpresa da Laura Siegemund in rimonta. Nella Rogers Cup, a Montréal, estromette Tatjana Maria e Angelique Kerber, nº 4 del mondo. Si arrende alla testa di serie numero 15, Ashleigh Barty. Torna a disputare le qualificazioni a Cincinnati e poi perde al secondo turno contro Ekaterina Makarova. Agli US Open perde al primo turno sia in singolare che in doppio. In seguito colleziona tre primi turni a Guangzhou, Wuhan e Pechino. A Hong Kong e Mosca raggiunge il secondo turno e chiude l'anno con il primo turno al torneo minore di Limoges.

### 2019: 13ª finale WTA
Cornet inizia la stagione a Hobart, dove è testa di serie nº6: raggiunge i quarti di finale con due comode vittorie su Alison Bai e Parmentier, tra le ultime otto, batte Greet Minnen, cogliendo la semifinale, dove cede a Sofia Kenin. Agli Australian Open, esce al secondo turno contro Venus Williams; in doppio, raggiunge il terzo turno assieme a Petra Martic. Delude le aspettative a San Pietroburgo, Dubai, Indian Wells, mentre fa bene a Miami, dove raggiunge il terzo turno (cedendo a Karolína Plíšková). Sulla terra non raggiunge importanti piazzamenti, riuscendo a ottenere il secondo turno solo a Roma e Madrid. Sull'erba, centra il secondo turno a Mallorca (perdendo da Anisimova) ma, soprattutto, coglie i quarti di finale nel Premier di Eastbourne, battendo Watson, Svitolina (nº8 del mondo) e Zhang; cede poi a Ons Jabeur in tre set. A Wimbledon, esce all'esordio contro Viktoryja Azarenka.
In seguito raggiunge la finale nell'International di Losanna da testa di serie nº3, superando le italiane Trevisan e Paolini, la russa Viklyantseva e Tamara Korpatsch; nell'incontro valevole per il titolo, la francese si arrende alla connazionale Fiona Ferro, con lo score di 1–6, 6–2, 1–6. A Palermo, viene sconfitta al secondo turno da Anna-Lena Friedsam.
Sul cemento americano, ottiene il quarto di finale al Bronx Open come miglior risultato: nella circostanza, viene eliminata da Giorgi. Il finale di stagione non le regala particolari sussulti, non andando oltre il secondo turno nei quattro tornei giocati.
Termina l'anno al nº60 del ranking: non chiudeva fuori dalle prime 50 del mondo dal 2011.

### 2020: ottavi di finale agli US Open
La francese inizia l'anno ad Auckland: batte Bonaventure al primo turno e, al secondo, si impone in tre set sulla nº15 del mondo Martic. Accede ai quarti, dove è costretta a ritirarsi nel corso del secondo set contro Pegula. A Hobart cede al secondo turno a Elena Rybakina. Agli Australian Open supera in rimonta Niculescu prima di arrendersi a Donna Vekic. A San Pietroburgo, riesce a passare le qualificazioni estromettendo le russe Ivakhnenko e Zvonareva; nel main-draw, elimina Jelena Ostapenko, ma viene fermata al secondo da Sakkari. Nel nuovo WTA di Lione, la francese è accreditata della 4ª testa di serie: dopo aver superato Lottner, soccombe a Giorgi.
Da marzo ad agosto, il mondo del tennis è costretto a fermarsi a causa della pandemia di COVID-19, che provoca l'annullamento di tutti i tornei previsti in questi mesi, compreso Wimbledon, e il rinvio dei giochi olimpici di Tokyo al 2021.
Cornet riprende a giocare al Western & Southern Open, disputato eccezionalmente a New York: al primo turno, lascia quattro giochi alla wild-card Caty McNally. Al secondo turno riesce a sconfiggere la campionessa dell'Australian Open, Kenin (nº4 del mondo), tornando a battere una top-5 dopo quasi due anni, quando aveva avuto la meglio su Kerber a Montréal. La sua avventura si arresta agli ottavi, eliminata da Azarenka, futura vincitrice del torneo. In seguito, rimane nella Grande Mela per disputare il secondo slam dell'anno, lo US Open: al primo turno, si impone su Lauren Davis e, al secondo, vince su Bonaventure. Ai sedicesimi, approfitta del ritiro di Madison Keys (nº7 del seeding) nel secondo set, cogliendo così gli ottavi di finale, suo miglior risultato nello slam newyorkese; nella circostanza, si arrende alla sorpresa del torneo, la rientrante Pironkova.
Chiude la stagione 2020 sulla terra europea, disputando il torneo di Strasburgo e il Roland Garros: in entrambi i casi, viene estromessa al secondo turno. A fine stagione annuncia di aver cambiato allenatore, affidandosi a Sandra Zaniewska.

### 2021: 14ª finale WTA
Cornet partecipa al WTA 500 di Abu Dhabi come primo torneo annuale, si arrende al secondo incontro a Paula Badosa. In seguito, partecipa al Gippsland Trophy di Melbourne; dopo la vittoria su Ajla Tomljanovic, cede alla nº3 del mondo, Naomi Ōsaka. Agli Australian Open, batte la qualificata Valerija Savinych prima di perdere da Ann Li. Dopo due primi turni al Phillip Island Trophy e a Lione, trova il secondo round a Dubai e Miami, dove viene estromessa rispettivamente da Sabalenka e Kvitová, ambedue top-ten. Sulla terra, ottiene il miglior risultato a Charleston, dove elimina Bernarda Pera e la top-20 Mertens prima di cedere a Ons Jabeur. Sull'erba, partecipa al WTA '500' di Berlino: si impone su Amanda Anisimova e poi sulla nº7 del mondo Bianca Andreescu, trovando la sua 20ª vittoria in carriera su una top-ten. Ai quarti, batte Muguruza, ritrovando una semifinale WTA per la prima volta dal 2019. Nella circostanza perde da Belinda Bencic. Dopo un secondo turno a Bad Homburg, la francese partecipa al torneo di Wimbledon: al primo turno, sconfigge nuovamente Andreescu con un netto 6–2, 6–1; tuttavia, al secondo round cede ad Tomljanović. Successivamente, prende parte al suo quarto torneo olimpico consecutivo, a Tokyo: viene sconfitta all'esordio dalla nº7 del mondo Karolína Plíšková. Dopodiché, partecipa al torneo di Chicago dove batte Li, Paolini, Vondroušová e la russa Gračëva, raggiungendo la sua 14ª finale WTA in carriera. Qui viene superata da Svitolina per 5–7, 4–6. Nel finale di stagione, trova i quarti a Lussemburgo (dove cede a Ostapenko) e la semifinale a Tenerife, dove si arrende a Li.
Termina la stagione al nº59 del mondo.

### 2022: quarti a Melbourne, vittoria su Iga Świątek e 15ª finale WTA
Inizia l'anno con due sconfitte all'esordio al Melbourne Summer Set I, e ad Adelaide. Partecipa poi al suo 17° Australian Open consecutivo: Cornet si impone sulla qualificata Tomova e su Muguruza, conquistando la sua 22ª vittoria su una top-ten, la decima su una top-5. Al terzo turno, batte Zidanšek in rimonta. La francese coglie così il suo secondo ottavo di finale a Melbourne, il primo dal 2009, ed elimina l'ex nº1 del mondo Simona Halep, guadagnandosi così i primi quarti di finale in un torneo del Grande Slam, alla 63ª partecipazione in un main-draw major. Qui incontra la statunitense Danielle Collins, altra sorpresa del torneo, contro cui perde in due set.
Successivamente, raccoglie una sconfitta al primo turno a San Pietroburgo contro Mertens. A Doha supera Samsonova prima di capitolare contro Sabalenka. A Lione, Indian Wells e Miami esce all'esordio.
Sulla terra, ottiene come migliori risultati un terzo turno a Charleston (sconfitta da Kalinina) e un terzo turno al Roland Garros, battendo al secondo round la campionessa del 2017 Ostapenko; al terzo turno, è costretta al ritiro contro la cinese Qinwen Zheng.
Sull'erba, centra la prima semifinale annuale a Berlino, dove estromette Kalinskaja e le tedesche Maria e Kerber, la francese poi si arrende alla connazionale Garcia. A Wimbledon, sconfigge al primo turno Claire Liu ed estromette a sorpresa la numero uno del mondo Iga Świątek per 6–4, 6–2, interrompendo il record di 37 vittorie consecutive della polacca e tornando a battere una nº1 del mondo per la prima volta dal 2014. Al terzo turno, viene fermata da Ajla Tomlianović.
Sul cemento americano, ottiene come miglior prestazione la semifinale al '250' di Cleveland; ma poi cede il passo a Sasnovič. Allo US Open, elimina al primo round la campionessa uscente Emma Raducanu; poi s'impone sulla ceca Siniaková mentre, ai sedicesimi, si arrende a Collins, come successe all'Australian Open.
Nel nuovo WTA '250' di Monastir, centra la prima finale di stagione, sconfiggendo senza cedere set Pigossi, Dart, Zidanšek e la nº12 del mondo Kudermetova. Nella sua 15ª finale nel circuito maggiore, Cornet viene superata da Mertens.
La francese conclude la stagione al nº36 del mondo, tornando a chiudere un'annata in top-40 per la prima volta dal 2017.

### 2023-2024: ultimi tornei e ritiro
Dopo un primo turno a Hobart, Cornet non riesce a difendere i quarti dell'Australian Open, uscendo subito contro Leylah Fernandez. A causa dei punti persi, esce dalla top-50. Non va meglio nei tre tornei successivi (Lione, Dubai e Indian Wells), dove cede sempre all'esordio.
Sulla terra di Charleston, la francese centra il primo successo dell'anno contro la wild-card Fiona Crawley per poi cedere in tre set alla russa Kalinskaja. Successivamente, ottiene come migliori risultati sul mattone tritato i secondi turni a Madrid e Roma e i quarti nel WTA 125 di Parigi.
Sull'erba, disputa il torneo di Nottingham: dopo una vittoria su Swan supera la nº8 del mondo Maria Sakkarī in due parziali, centrando la 25° vittoria in carriera su una top-10. Nei quarti, batte la qualificata Elizabeth Mandlik, accedendo alla prima semifinale del 2023. Nella circostanza, cede il passo a Jodie Burrage. A Berlino, Sakkarī si prende la rivincita su Cornet, eliminandola all'esordio. A Wimbledon, dopo un comodo successo su Hibino, viene sconfitta dalla campionessa in carica Elena Rybakina.
Nei '250' di Losanna e Praga, la francese arriva sino ai quarti di finale, estromessa dalla connazionale Diane Parry in Svizzera e da Tamara Korpatsch in Repubblica Ceca.
Sul cemento americano, viene eliminata al secondo turno delle qualificazioni a Cincinnati; allo US Open esce già al primo turno, sconfitta da Avanesjan in tre set. A fine ottobre esce dalla top-100 per la prima volta dal 2012.
A fine anno raggiunge le semifinali nei tornei WTA 125 di Bari, Rouen e Andorra la Vella in cui si spinge fino alle semifinali.
Inizia il 2024 uscendo al primo turno dell'Australian Open contro Timofeeva. Successivamente raggiunge il secondo turno contro Arantxa Rus a Cluj- Napoca, passando dalle qualificazioni. Dopo numerose uscite ai primi turni ritorna ai turni finali nel WTA 125 di Saint-Malo, uscendo in semifinale contro Lois Boisson.
Al Roland Garros 2024 disputa il suo ultimo torneo da professionista, alla sua 69ª apparizione consecutiva in un tabellone principale di uno Slam, delle 72 complessive, la striscia più lunga della storia del tennis femminile, venendo sconfitta al primo turno da Qinwen Zheng e concludendo quindi la sua carriera tennistica, ricevendo anche i saluti del suo idolo Rafael Nadal.

### 2025: breve rientro e nuovo ritiro
Il 24 marzo 2025, dopo dieci mesi dal suo ritiro, Cornet ritorna alle competizioni prendendo parte al WTA 125 dell'Open Internacional Femení Solgironès dove raggiunge i quarti di finale. Riceve poi un'altra wild-card per partecipare al successivo Open Rouen Métropole, a cui deve rinunciare perché infortunata al tricipite sinistro nel torneo precedente. Non passa le qualificazioni a Roma, ed esce subito al torneo di Strasburgo. Salta il Roland Garros, e non supera le qualificazioni sull'erba di Nottingham. e neppure quelle di Wimbledon dove chiude il suo breve ritorno agonistico.

## Statistiche WTA

### Singolare

#### Vittorie (6)
| Legenda              | Legenda               | Legenda      |
| -------------------- | --------------------- | ------------ |
| Grande Slam (0)      |                       |              |
| Ori Olimpici (0)     |                       |              |
| WTA Finals (0)       |                       |              |
| WTA Elite Trophy (0) |                       |              |
| Prima del 2009       | Dal 2009 al 2020      | Dal 2021     |
| Tier I (0)           | Premier Mandatory (0) | WTA 1000 (0) |
| Tier II (0)          | Premier 5 (0)         | WTA 1000 (0) |
| Tier III (1)         | Premier (0)           | WTA 500 (0)  |
| Tier IV (0)          | International (5)     | WTA 250 (0)  |
| Tier V (0)           | International (5)     | WTA 250 (0)  |

| N. | Data            | Torneo                                   | Superficie  | Avversaria in finale | Punteggio        |
| 1. | 13 luglio 2008  | Hungarian Grand Prix, Budapest           | Terra rossa | Andreja Klepač       | 7–6(5), 6–3      |
| 2. | 17 giugno 2012  | Gastein Ladies, Bad Gastein              | Terra rossa | Yanina Wickmayer     | 7–5, 7–6(1)      |
| 3. | 25 maggio 2013  | Internationaux de Strasbourg, Strasburgo | Terra rossa | Lucie Hradecká       | 7–6(4), 6–0      |
| 4. | 13 aprile 2014  | Katowice Open, Katowice                  | Cemento (i) | Camila Giorgi        | 7–6(3), 5–7, 7–5 |
| 5. | 16 gennaio 2016 | Hobart International, Hobart             | Cemento     | Eugenie Bouchard     | 6–1, 6–2         |
| 6. | 22 luglio 2018  | Ladies Championship Gstaad, Gstaad       | Terra rossa | Mandy Minella        | 6–4, 7–6(6)      |

#### Sconfitte (9)
| Legenda              | Legenda               | Legenda      |
| -------------------- | --------------------- | ------------ |
| Grande Slam (0)      |                       |              |
| Ori Olimpici (0)     |                       |              |
| WTA Finals (0)       |                       |              |
| WTA Elite Trophy (0) |                       |              |
| Prima del 2009       | Dal 2009 al 2020      | Dal 2021     |
| Tier I (1)           | Premier Mandatory (0) | WTA 1000 (0) |
| Tier II (0)          | Premier 5 (0)         | WTA 1000 (0) |
| Tier III (1)         | Premier (2)           | WTA 500 (0)  |
| Tier IV (0)          | International (3)     | WTA 250 (2)  |
| Tier V (0)           | International (3)     | WTA 250 (2)  |

| N. | Data              | Torneo                                   | Superficie  | Avversaria in finale | Punteggio     |
| 1. | 1º marzo 2008     | Abierto Mexicano de Tenis, Acapulco      | Terra rossa | Flavia Pennetta      | 0–6, 6–4, 1–6 |
| 2. | 18 maggio 2008    | Internazionali d'Italia, Roma            | Terra rossa | Jelena Janković      | 2–6, 2–6      |
| 3. | 26 maggio 2012    | Internationaux de Strasbourg, Strasburgo | Terra rossa | Francesca Schiavone  | 4–6, 4–6      |
| 4. | 22 febbraio 2014  | Dubai Tennis Championships, Dubai        | Cemento     | Venus Williams       | 3–6, 0–6      |
| 5. | 20 settembre 2014 | Guangzhou Open, Canton                   | Cemento     | Monica Niculescu     | 4–6, 0–6      |
| 6. | 7 gennaio 2017    | Brisbane International, Brisbane         | Cemento     | Karolína Plíšková    | 0–6, 3–6      |
| 7. | 21 luglio 2019    | Ladies Open Lausanne, Losanna            | Terra rossa | Fiona Ferro          | 1–6, 6–2, 1–6 |
| 8. | 28 agosto 2021    | Chicago Women's Open, Chicago            | Cemento     | Elina Svitolina      | 5–7, 4–6      |
| 9. | 9 ottobre 2022    | Jasmin Open, Monastir                    | Cemento     | Elise Mertens        | 2–6, 0–6      |

### Doppio

#### Vittorie (3)
| Legenda              | Legenda               | Legenda      |
| -------------------- | --------------------- | ------------ |
| Grande Slam (0)      |                       |              |
| Ori Olimpici (0)     |                       |              |
| WTA Finals (0)       |                       |              |
| WTA Elite Trophy (0) |                       |              |
| Prima del 2009       | Dal 2009 al 2020      | Dal 2021     |
| Tier I (0)           | Premier Mandatory (0) | WTA 1000 (0) |
| Tier II (0)          | Premier 5 (0)         | WTA 1000 (0) |
| Tier III (1)         | Premier (0)           | WTA 500 (0)  |
| Tier IV (0)          | International (2)     | WTA 250 (0)  |
| Tier V (0)           | International (2)     | WTA 250 (0)  |

| N. | Data            | Torneo                                   | Superficie  | Partner           | Avversarie in finale                  | Punteggio           |
| 1. | 13 luglio 2008  | Hungarian Grand Prix, Budapest           | Terra rossa | Janette Husárová  | Vanessa Henke Raluca Olaru            | 6(5)–7, 6–1, [10–6] |
| 2. | 22 maggio 2010  | Internationaux de Strasbourg, Strasburgo | Terra rossa | Vania King        | Alla Kudrjavceva Anastasija Rodionova | 3–6, 6–4, [10–7]    |
| 3. | 18 ottobre 2015 | Hong Kong Open, Hong Kong                | Cemento     | Jaroslava Švedova | Lara Arruabarrena Andreja Klepač      | 7–5, 6–4            |

#### Sconfitte (4)
| Legenda               | Legenda      |
| --------------------- | ------------ |
| Grande Slam (0)       |              |
| Argenti Olimpici (0)  |              |
| WTA Finals (0)        |              |
| WTA Elite Trophy (0)  |              |
| Dal 2009 al 2020      | Dal 2021     |
| Premier Mandatory (0) | WTA 1000 (0) |
| Premier 5 (0)         | WTA 1000 (0) |
| Premier (1)           | WTA 500 (1)  |
| International (2)     | WTA 250 (0)  |

| N. | Data              | Torneo                             | Superficie | Partner            | Avversarie in finale             | Punteggio           |
| 1. | 27 agosto 2011    | Texas Tennis Open, Dallas          | Cemento    | Pauline Parmentier | Alberta Brianti Sorana Cîrstea   | 5–7, 3–6            |
| 2. | 20 settembre 2014 | Guangzhou Open, Canton             | Cemento    | Magda Linette      | Chuang Chia-jung Liang Chen      | 6–2, 6(3)–7, [7–10] |
| 3. | 6 agosto 2017     | Bank of the West Classic, Stanford | Cemento    | Alicja Rosolska    | Abigail Spears Coco Vandeweghe   | 2–6, 3–6            |
| 4. | 19 giugno 2022    | German Open, Berlino               | Erba       | Jil Teichmann      | Storm Sanders Kateřina Siniaková | 4–6, 3–6            |

## Statistiche ITF

### Singolare

#### Vittorie (3)
| Torneo $100.000 (0) |
| Torneo $80.000 (0)  |
| Torneo $75.000 (0)  |
| Torneo $60.000 (0)  |
| Torneo $50.000 (1)  |
| Torneo $25.000 (2)  |
| Torneo $15.000 (0)  |
| Torneo $10.000 (0)  |

| N. | Data           | Torneo                        | Superficie  | Avversaria in finale      | Punteggio     |
| 1. | 23 aprile 2006 | Trofeo Martino, Bari          | Terra rossa | Tathiana Garbin           | 6–2, 3–6, 6–2 |
| 2. | 2 luglio 2006  | Padova Challenge Open, Padova | Terra rossa | Maria-Vanina Garcia-Sokol | 6–1, 6–4      |
| 3. | 22 luglio 2007 | Megaron Cup, Dnepropetrovsk   | Terra rossa | Stefanie Vögele           | 6–4, 6–3      |

#### Sconfitte (4)
| Torneo $100.000 (3) |
| Torneo $80.000 (0)  |
| Torneo $75.000 (0)  |
| Torneo $60.000 (0)  |
| Torneo $50.000 (0)  |
| Torneo $25.000 (1)  |
| Torneo $15.000 (0)  |
| Torneo $10.000 (0)  |

| N. | Data              | Torneo                              | Superficie  | Avversaria in finale | Punteggio        |
| 1. | 22 luglio 2006    | SMA Cup Sant'Elia, Roma Tevere Remo | Terra rossa | Kyra Nagy            | 2–6, 7–6(5), 4–6 |
| 2. | 12 settembre 2007 | Open GDF Bordeaux, Bordeaux         | Terra rossa | Cvetana Pironkova    | 2–6, 3–6         |
| 3. | 26 settembre 2010 | Open 35 de Saint-Malo, Saint-Malo   | Terra rossa | Romina Oprandi       | 2–6, 6–2, 2–6    |
| 4. | 18 marzo 2012     | Bahamas Women's Open, Nassau        | Cemento     | Aleksandra Wozniak   | 4–6, 5–7         |

### Doppio

#### Vittorie (3)
| Torneo $100.000 (3) |
| Torneo $80.000 (0)  |
| Torneo $75.000 (0)  |
| Torneo $60.000 (0)  |
| Torneo $50.000 (0)  |
| Torneo $25.000 (0)  |
| Torneo $15.000 (0)  |
| Torneo $10.000 (0)  |

| N. | Data            | Torneo                                         | Superficie  | Partner            | Avversarie                         | Punteggio |
| 1. | 30 ottobre 2011 | Internationaux Féminins de la Vienne, Poitiers | Cemento (i) | Virginie Razzano   | Marija Kondrat'eva Sophie Lefèvre  | 6–3, 6–2  |
| 2. | 20 maggio 2012  | Sparta Prague WTA, Praga                       | Terra rossa | Virginie Razzano   | Akgul Amanmuradova Casey Dellacqua | 6–2, 6–3  |
| 3. | 22 luglio 2012  | BCR Open Romania Ladies, Bucarest              | Terra rossa | Irina-Camelia Begu | Elena Bogdan Ioana Raluca Olaru    | 6–2, 6–0  |

#### Sconfitte (1)
| Torneo $100.000 (0) |
| Torneo $80.000 (0)  |
| Torneo $75.000 (0)  |
| Torneo $60.000 (0)  |
| Torneo $50.000 (1)  |
| Torneo $25.000 (0)  |
| Torneo $15.000 (0)  |
| Torneo $10.000 (0)  |

| N. | Data            | Torneo                                                         | Superficie  | Partner         | Avversarie                          | Punteggio |
| 1. | 22 ottobre 2006 | Open International de la Ville de Saint Raphael, Saint Raphael | Cemento (i) | Yulia Fedossova | Mariya Koryttseva Galina Voskoboeva | 2–6, 4–6  |

## Grand Slam Junior

### Singolare

#### Vittorie (1)
| Tornei del Grande Slam  |
| ----------------------- |
| Australian Open (0)     |
| Open di Francia (1)     |
| Torneo di Wimbledon (0) |
| US Open (0)             |

| N. | Data          | Torneo                  | Superficie  | Avversaria in finale | Punteggio     |
| 1. | 9 giugno 2007 | Open di Francia, Parigi | Terra rossa | Mariana Duque Mariño | 4–6, 6–1, 6–0 |

### Doppio

#### Sconfitte (1)
| Tornei del Grande Slam  |
| ----------------------- |
| Australian Open (1)     |
| Open di Francia (0)     |
| Torneo di Wimbledon (0) |
| US Open (0)             |

| N. | Data            | Torneo                     | Superficie | Compagna        | Avversarie in finale                    | Punteggio |
| 1. | 28 gennaio 2006 | Australian Open, Melbourne | Cemento    | Corinna Dentoni | Sharon Fichman Anastasija Pavljučenkova | 2–6, 2–6  |

## Risultati in progressione
| Sigla | Risultato               |
| ----- | ----------------------- |
| V     | Vincitore               |
| F     | Finalista               |
| SF    | Semifinalista           |
| O     | Oro olimpico            |
| A     | Argento olimpico        |
| SF    | Bronzo olimpico         |
| QF    | Quarti di Finale        |
| 4T    | Quarto turno            |
| 3T    | Terzo turno             |
| 2T    | Secondo turno           |
| 1T    | Primo turno             |
| RR    | Round Robin             |
| LQ    | Turno di qualificazione |
| A     | Assente                 |
| ND    | Non disputato           |

| Legenda superfici    |
| -------------------- |
| Cemento              |
| Terra battuta        |
| Erba                 |
| Superficie variabile |

### Singolare
| Tornei del Grande Slam    |               |               |               |               |               |               |               |               |               |         |       |       |       |       |         |         |         |         |         |         |         |
| Australian Open           | A             | 1T            | 1T            | 2T            | 4T            | 1T            | 3T            | 1T            | 2T            | 3T      | 3T    | 2T    | 2T    | 3T    | 2T      | 2T      | 2T      | QF      | 1T      | 0 / 18  | 22-18   |
| Open di Francia           | 2T            | 2T            | 1T            | 3T            | 2T            | 1T            | 2T            | 1T            | 3T            | 2T      | 4T    | 3T    | 4T    | 2T    | 1T      | 2T      | 1T      | 3T      | 1T      | 0 / 19  | 21–19   |
| Wimbledon                 | A             | A             | 2T            | 1T            | 1T            | 1T            | 1T            | 2T            | 3T            | 4T      | 2T    | 3T    | 1T    | 1T    | 1T      | ND      | 2T      | 4T      | 2T      | 0 / 16  | 15–16   |
| US Open                   | A             | A             | 3T            | 3T            | 2T            | 1T            | 2T            | 2T            | 3T            | 3T      | 1T    | 1T    | 2T    | 1T    | 2T      | 4T      | 1T      | 3T      | 1T      | 0 / 17  | 18–17   |
| Vittorie-sconfitte        | 1–1           | 1–2           | 3–4           | 5–4           | 5–4           | 0–4           | 4–4           | 2–4           | 7–4           | 8–4     | 6–4   | 5–4   | 5–4   | 3–4   | 1–3     | 5–3     | 2–4     | 11-4    | 1-4     | 0 / 70  | 76–70   |
| WTA Premier Mandatory     |               |               |               |               |               |               |               |               |               |         |       |       |       |       |         |         |         |         |         |         |         |
| Indian Wells              | A             | A             | A             | A             | 2T            | 1T            | 3T            | Q2            | 2T            | 4T      | 3T    | A     | A     | 1T    | 1T      | A       | 2T      | 2T      | 1T      | 0 / 11  | 8–11    |
| Miami                     | A             | A             | A             | 1T            | 3T            | 2T            | 1T            | 1T            | 4T            | 3T      | 3T    | 2T    | 1T    | 2T    | 3T      | A       | 2T      | 2T      | A       | 0 / 14  | 12–14   |
| Madrid                    | Non disputato | Non disputato | Non disputato | Non disputato | 1T            | 1T            | Q1            | A             | 2T            | 1T      | 2T    | 2T    | 1T    | 1T    | 2T      | A       | Q2      | 1T      | 2T      | 0 / 11  | 5–11    |
| Pechino                   | Tier II       | Tier II       | Tier II       | Tier II       | 2T            | A             | A             | 1T            | 1T            | 3T      | 1T    | 3T    | 3T    | 1T    | Assente | Assente | Assente | Assente | Assente | 0 / 8   | 7–8     |
| WTA Premier 5             |               |               |               |               |               |               |               |               |               |         |       |       |       |       |         |         |         |         |         |         |         |
| Dubai                     | Tier II       | Tier II       | Tier II       | Tier II       | 3T            | A             | A             | Premier       | Premier       | Premier | 3T    | P     | A     | P     | 2T      | A       | 2T      | A       | 1T      | 0 / 5   | 6–5     |
| Doha                      | Tier II       | Tier II       | Tier II       | A             | Non disputato | Non disputato | P             | A             | A             | 1T      | P     | A     | P     | 2T    | Premier | Premier | Premier | 2T      | A       | 0 / 3   | 2–3     |
| Roma                      | A             | A             | A             | F             | 2T            | A             | Q1            | A             | 1T            | 2T      | 1T    | 1T    | 2T    | A     | 2T      | A       | 1T      | 1T      | 2T      | 0 / 11  | 10–11   |
| Montréal / Toronto        | A             | A             | A             | A             | 1T            | Q3            | A             | A             | 3T            | 2T      | 3T    | 1T    | 1T    | 3T    | Assente | Assente | Assente | 2T      | A       | 0 / 8   | 8–8     |
| Cincinnati                | Tier III      | Tier III      | Tier III      | Tier III      | 1T            | A             | Q1            | A             | 2T            | 1T      | 1T    | 2T    | 2T    | 2T    | Q1      | 3T      | A       | 1T      | Q2      | 0 / 9   | 6–9     |
| Tokyo                     | A             | A             | A             | 2T            | 1T            | A             | A             | 1T            | 1T            | NP5     | NP5   | NP5   | NP5   | NP5   | 1T      | Assente | Assente | Assente | Assente | 0 / 5   | 1–5     |
| Wuhan                     | Non disputato | Non disputato | Non disputato | Non disputato | Non disputato | Non disputato | Non disputato | Non disputato | Non disputato | QF      | 1T    | 1T    | QF    | 1T    | Assente | Assente | Assente | Assente | Assente | 0 / 5   | 6–5     |
| Carriera                  | 2005          | 2006          | 2007          | 2008          | 2009          | 2010          | 2011          | 2012          | 2013          | 2014    | 2015  | 2016  | 2017  | 2018  | 2019    | 2020    | 2021    | 2022    | 2023    | No.     | No.     |
| Tornei giocati            | 1             | 2             | 9             | 23            | 24            | 20            | 17            | 21            | 27            | 24      | 26    | 23    | 23    | 26    | 16      | 9       | 23      | 25      | 28      | 367     | 367     |
| Titoli                    | 0             | 0             | 0             | 1             | 0             | 0             | 0             | 1             | 1             | 1       | 0     | 1     | 0     | 1     | 0       | 0       | 0       | 0       | 0       | 6       | 6       |
| Finali raggiunte          | 0             | 0             | 0             | 3             | 0             | 0             | 0             | 2             | 1             | 3       | 0     | 1     | 1     | 1     | 1       | 0       | 1       | 1       | 0       | 15      | 15      |
| Vittorie-sconfitte totali | 1–1           | 1–2           | 8–9           | 36–22         | 20–24         | 17–20         | 10–17         | 22–20         | 35–27         | 37–24   | 23–26 | 25–22 | 25–23 | 22–25 | 25–21   | 13–9    | 25–25   | 28–25   | 29-28   | 399–381 | 399–381 |
| Ranking di fine anno      | 308           | 189           | 57            | 16            | 50            | 78            | 89            | 44            | 27            | 20      | 43    | 46    | 38    | 47    | 60      | 53      | 59      | 36      | 118     |         |         |

### Doppio nei tornei del Grande Slam
| Torneo          | 2005 | 2006 | 2007 | 2008 | 2009 | 2010 | 2011 | 2012 | 2013 | 2014 | 2015 | 2016 | 2017 | 2018 | 2019 | 2020 | 2021 | 2022 | 2023 | V-S   |
| --------------- | ---- | ---- | ---- | ---- | ---- | ---- | ---- | ---- | ---- | ---- | ---- | ---- | ---- | ---- | ---- | ---- | ---- | ---- | ---- | ----- |
| Australian Open | A    | A    | A    | 1T   | 2T   | 1T   | 1T   | 1T   | 1T   | 3T   | 1T   | 1T   | 2T   | 1T   | 3T   | 1T   | A    | 1T   | 1T   | 6–15  |
| Open di Francia | A    | 1T   | 1T   | 2T   | 1T   | 2T   | 1T   | 1T   | 1T   | 1T   | 2T   | 2T   | 1T   | A    | 2T   | 1T   | A    | A    | 3T   | 7–15  |
| Wimbledon       | A    | A    | A    | 1T   | 1T   | A    | 1T   | 1T   | 2T   | 2T   | 1T   | 2T   | 1T   | 1T   | 3T   | ND   | A    | 2T   | A    | 6–12  |
| US Open         | A    | A    | A    | 1T   | 1T   | 1T   | A    | 1T   | 2T   | 1T   | 1T   | 1T   | 1T   | 1T   | 1T   | A    | 2T   | 1T   | 1T   | 2–14  |
| Totale          | 0–0  | 0–1  | 0–1  | 1–4  | 1–4  | 1–3  | 0–3  | 0–4  | 2–4  | 3–4  | 1–4  | 2–4  | 1–4  | 0–3  | 5–4  | 0-2  | 1-1  | 1-3  | 2-3  | 21–56 |

### Doppio misto nei tornei del Grande Slam
| Torneo          | 2005    | 2006    | 2007    | 2008    | 2009    | 2010    | 2011    | 2012    | 2013    | 2014    | 2015    | 2016    | 2017    | 2018    | 2019    | 2020    | 2021    | 2022    | 2023    | V-S   |
| --------------- | ------- | ------- | ------- | ------- | ------- | ------- | ------- | ------- | ------- | ------- | ------- | ------- | ------- | ------- | ------- | ------- | ------- | ------- | ------- | ----- |
| Australian Open | A       | 2T      | A       | A       | QF      | Assente | Assente | Assente | Assente | Assente | Assente | Assente | Assente | Assente | Assente | Assente | Assente | Assente | Assente | 3–2   |
| Open di Francia | 1T      | 1T      | 2T      | 2T      | A       | A       | 1T      | A       | A       | QF      | A       | 2T      | A       | A       | 1T      | Assente | Assente | Assente | 1T      | 5–8   |
| Wimbledon       | Assente | Assente | Assente | 1T      | Assente | Assente | Assente | Assente | 3T      | A       | 2T      | Assente | Assente | Assente | 1T      | ND      | A       | QF      | A       | 5–5   |
| US Open         | Assente | Assente | Assente | Assente | 1T      | Assente | Assente | Assente | 2T      | Assente | Assente | Assente | Assente | Assente | Assente | Assente | Assente | Assente | Assente | 1–2   |
| Totale          | 0–1     | 1–2     | 1–1     | 1–2     | 2–2     | 0–0     | 0–1     | 0–0     | 3–2     | 2–1     | 1–1     | 1–1     | 0–0     | 0–0     | 0–2     | 0-0     | 0-0     | 2-1     | 0-1     | 14–18 |

## Vittorie contro giocatrici Top 10
| Stagione | 2008 | 2009 | 2010 | 2011 | 2012 | 2013 | 2014 | 2015 | 2016 | 2017 | 2018 | 2019 | 2020 | 2021 | 2022 | 2023 | Totale |
| Vittorie | 2    | 0    | 0    | 0    | 0    | 0    | 5    | 2    | 1    | 4    | 3    | 2    | 1    | 2    | 2    | 1    | 25     |

| #    | Giocatrice              | Ranking | Evento                               | Superficie  | Turno | Punteggio        | Rank. SCR |
| ---- | ----------------------- | ------- | ------------------------------------ | ----------- | ----- | ---------------- | --------- |
| 2008 |                         |         |                                      |             |       |                  |           |
| 1.   | Svetlana Kuznecova      | 5       | Internazionali d'Italia, Roma        | Terra rossa | 3T    | 6–2, 6–4         | 34        |
| 2.   | Anna Čakvetadze         | 8       | Internazionali d'Italia, Roma        | Terra rossa | SF    | 3–6, 6–4, 6–3    | 34        |
| 2014 |                         |         |                                      |             |       |                  |           |
| 3.   | Simona Halep            | 9       | Dubai Tennis Championships, Dubai    | Cemento     | 1T    | 6–1, 1–1 rit.    | 26        |
| 4.   | Serena Williams         | 1       | Dubai Tennis Championships, Dubai    | Cemento     | SF    | 6–4, 6–4         | 26        |
| 5.   | Agnieszka Radwańska     | 3       | Katowice Open, Katowice              | Cemento (i) | SF    | 0–6, 6–2, 6–4    | 22        |
| 6.   | Serena Williams (2)     | 1       | Torneo di Wimbledon, Londra          | Erba        | 3T    | 1–6, 6–3, 6–4    | 24        |
| 7.   | Serena Williams (3)     | 1       | Wuhan Open, Wuhan                    | Cemento     | 2T    | 5–6 rit.         | 21        |
| 2015 |                         |         |                                      |             |       |                  |           |
| 8.   | Simona Halep (2)        | 2       | Madrid Open, Madrid                  | Terra rossa | 1T    | 7–6(6), 6–3      | 27        |
| 9.   | Carla Suárez Navarro    | 10      | Canadian Open, Toronto               | Cemento     | 1T    | 6–3, 6(2)–7, 6–4 | 28        |
| 2016 |                         |         |                                      |             |       |                  |           |
| 10.  | Dominika Cibulková      | 8       | China Open, Pechino                  | Cemento     | 2T    | 6–2, 5–7, 6–2    | 58        |
| 2017 |                         |         |                                      |             |       |                  |           |
| 11.  | Dominika Cibulková (2)  | 5       | Brisbane International, Brisbane     | Cemento     | QF    | 6–3, 7–5         | 41        |
| 12.  | Garbiñe Muguruza        | 7       | Brisbane International, Brisbane     | Cemento     | SF    | 4–1 rit.         | 41        |
| 13.  | Agnieszka Radwańska (2) | 10      | Open di Francia, Parigi              | Terra rossa | 3T    | 6–2, 6–1         | 43        |
| 14.  | Svetlana Kuznecova (2)  | 8       | Wuhan Open, Wuhan                    | Cemento     | 2T    | 6–3, 6–3         | 42        |
| 2018 |                         |         |                                      |             |       |                  |           |
| 15.  | Caroline Garcia         | 8       | Brisbane International, Brisbane     | Cemento     | 1T    | 3–6, 6–3, rit.   | 38        |
| 16.  | Caroline Garcia (2)     | 7       | Charleston Open, Charleston          | Terra verde | 3T    | 5–7, 6–1, 6–4    | 37        |
| 17.  | Angelique Kerber        | 4       | Canadian Open, Montréal              | Cemento     | 2T    | 6–4, 6–1         | 34        |
| 2019 |                         |         |                                      |             |       |                  |           |
| 18.  | Aryna Sabalenka         | 10      | Internazionali d'Italia, Roma        | Terra rossa | 1T    | 6–1, 6–4         | 53        |
| 19.  | Elina Svitolina         | 8       | Eastbourne International, Eastbourne | Erba        | 2T    | 6–3, 7–6(3)      | 55        |
| 2020 |                         |         |                                      |             |       |                  |           |
| 20.  | Sofia Kenin             | 4       | Cincinnati Open, New York            | Cemento     | 2T    | 6–1, 7–6(7)      | 60        |
| 2021 |                         |         |                                      |             |       |                  |           |
| 21.  | Bianca Andreescu        | 7       | German Open, Berlino                 | Erba        | 2T    | 7–6(2), 7–5      | 63        |
| 22.  | Bianca Andreescu (2)    | 7       | Torneo di Wimbledon, Londra          | Erba        | 1T    | 6–2, 6–1         | 58        |
| 2022 |                         |         |                                      |             |       |                  |           |
| 23.  | Garbiñe Muguruza (2)    | 3       | Australian Open, Melbourne           | Cemento     | 2T    | 6–3, 6–3         | 61        |
| 24.  | Iga Świątek             | 1       | Torneo di Wimbledon, Londra          | Erba        | 3T    | 6–4, 6–2         | 37        |
| 2023 |                         |         |                                      |             |       |                  |           |
| 25.  | Maria Sakkarī           | 8       | Nottingham Open, Nottingham          | Erba        | 2T    | 6–1, 6–4         | 72        |